# Marie Pujmanová
Marie Pujmanová, właśc. Marie Hennerová (ur. 8 czerwca 1893 w Pradze, zm. 19 maja 1958 tamże) – czeska pisarka.
Pisała powieści głównie z życia środowiska mieszczańskiego. Napisała m.in. Pacjentkę doktora Hegla (1931, wyd. pol. 1948), trylogię powieściową Ludzie na rozstajach (1937, wyd. pol. 1948), Igranie z ogniem (1948, wyd. pol. 1949) i Życie zwycięża śmierć (1952, wyd. pol. 1955), w których ukazała panoramę czeskiego społeczeństwa od lat 20. XX wieku do końca II wojny światowej. Była jedną z głównych przedstawicielek prozy realistyczno-psychologicznej.

## Życiorys
Córka prawnika i nauczyciela akademickiego Kamila Hennera.
Od 1912 roku mieszkała w Czeskich Budziejowicach, gdzie wyszła za mąż za prawnika Vlastislava Zátkę. Małżeństwo po kilku latach zakończyło się jednak rozwodem. W 1917 roku podjęła pracę jako felietonistka w czasopiśmie Lípa. W 1919 roku wzięła ślub z reżyserem Ferdinandem Pujmanem, mieli syna Petra Pujmana – pisarza i felietonistę. Od 1920 roku pełniła funkcję kierownika działu kultury dziennika Národní politika.
Na przełomie lat 20. i 30. XX wieku związała się z ruchem komunistycznym, w 1932 roku odbyła podróż do Związku Radzieckiego. W latach 30. XX wieku angażowała się w działalność feministyczną i robotniczą, brała udział w kampaniach wyborczych Komunistycznej Partii Czechosłowacji. W 1946 roku wstąpiła do KSČ, była także członkiem władz organizacji zrzeszającej literatów – Svaz československých spisovatelů. 
Po przejęciu władzy przez komunistów aktywnie angażowała się w życie publiczne i polityczne, była członkiem wielu oficjalnych delegacji, m.in. do Polski, Bułgarii, Chin oraz Wielkiej Brytanii i Indii.